# فضيحة الأدوية المزيفة عام 2025
فضيحة الأدوية المزيفة لعام 2025 هي قضية جنائية وصحية عامة كبرى في لبنان تتعلق بتهريب وتوزيع أدوية السرطان المزيفة. وأثارت الفضيحة قلقًا وطنيًا ودوليًا بعد الكشف عن استبدال العلاجات الكيميائية الأساسية بأدوية مزيفة، مما أصبح يعرض حياة مئات المرضى للخطر.

## الخلفية
أدت الأزمة الاقتصادية المستمرة في لبنان، إلى جانب الأزمات المتعددة، عدم الاستقرار، وضعف آليات الرقابة في القطاع الصحي، إلى خلق الفرص المناسبة لتسلل الأدوية المزيفة. فبحلول أوائل عام 2025، تزايدت المخاوف حول توافر الأدوية المستوردة وسلامة استعمالها، وخاصة بين مرضى السرطان المعتمدين على الأدوية الأجنبية.
في يناير/كانون الثاني 2025، أصدرت منظمة الصحة العالمية تحذيراً دولياً بشأن المنتجات الطبية، حيث حذرت من أنه وجدت نسخ مقلدة من عقار العلاج المناعي IMFINZI (durvalumab) في لبنان وتركيا وأرمينيا وقيل إن هذه المنتجات المزيفة لا تحتوي على أي مكونات فعالة.

## اكتشاف
وتم فتح تحقيق قضائي لبناني في ذلك، فاكتشفت الجهات المختصة أن الأدوية الأصلية التي توزعها وزارة الصحة العامة يتم استبدالها بأدوية مزيفة. وقد تم بيع هذه المنتجات المزيفة بعد ذلك في السوق السوداء أو من خلال قنوات غير رسمية بأسعار مرتفعة.

## التحقيق والاعتقالات
وأسفر التحقيق، الذي قادته القاضية دورا الخازن وأشرف عليه النائب العام التمييزي اللبناني، عن اعتقال خمسة أفراد على الأقل حتى أوائل يونيو/حزيران 2025. ومن بين المشتبه بهم محمد خليل شقيق وزير المالية السابق علي حسن خليل، والنائب المخضرم في حركة أمل ورئيس مجلس النواب نبيه بري، وزوجة محمد خليل السابقة ماري فوزة، صاحبة صيدلية في الضاحية الجنوبية من بيروت.
كما تم القبض على أحد عناصر الأمن العاملين في مطار رفيق الحريري الدولي، بتهمة تسهيل تهريب الأدوية المزورة إلى لبنان. وكشف التحقيق أن المطار كان بمثابة نقطة دخول مركزية للأدوية المهربة. تقول الوثائق القضائية إن مخطط التزوير تضمن مهدئات تخفي نقص المكونات الفعالة في أدوية السرطان، وأن العائدات ربما تجاوزت 30 مليون دولار أمريكي.

## التداعيات السياسية والاجتماعية
وأثارت القضية غضبًا شعبيًا وأدت إلى عقد جلسات طارئة للبرلمان. وحذر نواب من أن ما يصل إلى ثلث الأدوية المتوفرة حاليًا في لبنان قد تكون مزيفة أو غير مرخصة. وتم إجراء مداهمات واسعة النطاق على الصيدليات ومرافق التخزين في محاولة لإزالة المنتجات الملوثة من التداول.
وقد أدت هذه الفضيحة إلى زيادة عدم ثقة الجمهور بنظام الرعاية الصحية والتنظيم في لبنان، حيث طالب العديد من المواطنين بمراقبة المسؤولين وبالإصلاح النظامي.

## التداعيات السياسية

### موقف الرئيس بري
وأكد رئيس مجلس النواب نبيه بري أنه لن يحمي أحداً متورطاً في القضية. ويقال إن هذه الرسالة أثارت قلقاً عميقاً داخل حركة أمل، وهي كتلة سياسية مقربة من بري.

### تصريح النائب علي حسن خليل
وأعلن النائب علي حسن خليل شقيق محمد عن عدم علاقته بالفضيحة. وأكد أن الأمر قضائي ويخص شقيقه وزوجته السابقة حصرياً.

## الاستجابة الحكومية والدولية
تعهدت وزارة الصحة العامة اللبنانية بتشديد الرقابة على الأدوية المستوردة وتحسين شفافية سلسلة التوريد. وقد عرضت المنظمات الصحية الدولية، بما في ذلك منظمة الصحة العالمية، تقديم الدعم في تتبع مصدر الأدوية المزيفة وفي تطوير بروتوكولات للتحقق من صلاح الأدوية.